# Edifício Maletta
O Edifício Maletta (Conjunto Arcângelo Maletta) é um edifício localizado no Centro de Belo Horizonte, no cruzamento entre a avenida Augusto de Lima e a Rua da Bahia. Foi construído sobre o Grande Hotel no ano de 1957, e é um dos mais históricos edifícios do centro de Belo Horizonte. O Grande Hotel foi demolido e deu lugar ao edifício com nome de seu proprietário, Arcângelo Maletta.

## Características
Seu uso é tanto comercial quanto residencial. Os apartamentos são predominantemente ocupados por estudantes (alugados ou em repúblicas), ou pessoas que moravam no interior e precisavam se estabelecer na capital. No hall de entrada e no pilotis funcionam bares, restaurantes, sebos, livrarias, salões de cabeleireiros e lojas de informática. 